# Dipartimento di Lom e Djérem
Il dipartimento di Lom e Djérem è un dipartimento del Camerun nella Regione dell'Est.

## Comuni
Il dipartimento è suddiviso in 6 comuni:
- Bélabo
- Bertoua
- Bétaré-Oya
- Diang
- Garoua-Boulaï
- Ngoura